# بوسكو وونغ
بوسكو وونغ (بالصينية: 黃宗澤) هو ممثل صيني، ولد في 13 ديسمبر 1980 بهونغ كونغ في الصين.

## وصلات خارجية
- بوسكو وونغ على موقع IMDb (الإنجليزية)
- بوسكو وونغ على موقع ميوزك برينز (الإنجليزية)
- بوسكو وونغ على موقع قاعدة بيانات الفيلم (الإنجليزية)